# Blair, Oklahoma
Blair är en ort i Jackson County i delstaten Oklahoma. Enligt 2020 års folkräkning hade Blair 727 invånare. Blair grundades officiellt år 1901 och fick sitt namn efter järnvägsfunktionären John A. Blair.